# Azeta fusilinea
Azeta fusilinea là một loài bướm đêm trong họ Erebidae.